# Battle Spirits - Burning Soul
Battle Spirits - Burning Soul (バトルスピリッツ 烈火魂 ＜バーニングソウル＞?, Batoru Supirittsu Bāningu Souru) è un anime shōnen, tratto dal gioco di carte collezionabili Battle Spirits, creato da Hajime Yatate e prodotto dalla BN Pictures. La serie è andata in onda in Giappone su TV Tokyo dal 1º aprile 2015 al 30 marzo 2016.
BS - Burning Soul è la settima serie anime della saga di Battle Spirits ed è preceduta da BS - Saikyō Ginga Ultimate Zero e seguita da BS - Double Drive.

## Trama
Nel prossimo futuro, un gioco di carte da battaglia chiamato Battle Spirits ha guadagnato enorme popolarità. I giocatori - noti come Battlers - iniziano i duelli ovunque usando le loro carte colorate con capacità diverse, creando una specie di periodo Sengoku per il gioco.

## Personaggi
Yukimura Rekka (烈火 幸村?, Rekka Yukimura)
Doppiato da: Seiichirō Yamashita / Tomo Muranaka (da bambino) (ed. giapponese)
Kanna Kuroda (黒田 環奈?, Kuroda Kanna)
Doppiata da: Nanami Yamashita (ed. giapponese)
Sasuke Akatsuki (暁 佐助?, Akatsuki Sasuke)
Doppiato da: Aki Kanada (ed. giapponese)
Toshiie Homura (炎 利家?, Homura Toshiie)
Doppiato da: Ryohei Arai (ed. giapponese)
Kanetsugu Hōryokuin (宝緑院 兼続?, Hōryokuin Kanetsugu)
Doppiato da: Tomokazu Sugita (ed. giapponese)
Sōun Gunjō (群青 早雲?, Gunjō Sōun)
Doppiato da: Kei Shindō (ed. giapponese)
Nagayori Akai (赤井 長頼?, Akai Nagayori)
Doppiato da: Shuuhei Sakaguchi (ed. giapponese)
Shingen Shidō (紫堂 信玄?, Shidō Shingen)
Doppiato da: Shōta Yamamoto (ed. giapponese)
Kenshin Shirogane (白銀 謙信?, Shirogane Kenshin)
Doppiato da: Takashi Kondo (ed. giapponese)
Ichi "Oichi" Tenma (天魔 市?, Tenma Ichi)
Doppiata da: Miho Arakawa (ed. giapponese)
Hanzou Hyakki (百黄 半蔵?, Hyakki Hanzō)
Doppiato da: Junji Majima (ed. giapponese)
Dairokuten Maō (大六天魔王?, Dairokuten Maō) / Nobunaga Tenma (天魔 信長?, Tenma Nobunaga)
Doppiato da: Jun'ichi Suwabe (ed. giapponese)

## Anime
L'anime, prodotto da BN Pictures, è composto da 51 episodi, andati in onda su TV Tokyo dal 1º aprile 2015 al 30 marzo 2016. Successivamente è stato raccolto in 17 DVD contenenti ciascuno 3 episodi.

### Episodi
| Nº | Titolo italiano (traduzione letterale) Giapponese 「Kanji」 - Rōmaji                                               | In onda           | In onda |
| Nº | Titolo italiano (traduzione letterale) Giapponese 「Kanji」 - Rōmaji                                               | Giapponese        |         |
| 1  | Yukimura arriva! 「幸村 参上！」 - Yukimura sanjō!                                                                 | 1º aprile 2015    |         |
| 2  | L'acerrimo nemico delle fiamme, Toshiie! 「炎の宿敵、利家！」 - Honō no shukuteki, Toshiie!                        | 8 aprile 2015     |         |
| 3  | La sfida di Sōun! 「早雲の挑戦！」 - Sōun no chōsen!                                                               | 15 aprile 2015    |         |
| 4  | Soul Sengoku-Dragon! 「魂の戦国龍！」 - Tamashī no Sengoku ryū!                                                    | 22 aprile 2015    |         |
| 5  | L'uomo dell'amore, Kanetsugu Hōryokuin! 「愛の男、宝緑院兼続！」 - Ai no otoko, Hōryokuin Kanetsugu!               | 29 aprile 2015    |         |
| 6  | Esercito Mashira, all'attacco! 「真白軍、襲撃！」 - Mashiro-gun, shūgeki!                                          | 6 maggio 2015     |         |
| 7  | Inespugnabile! I muri del castello bianco! 「難攻不落！白の城壁！」 - Nankōfuraku! Shiro no jōheki!                | 13 maggio 2015    |         |
| 8  | Mistero! Hanzou dei furti! 「怪！忍びの半蔵！」 - Kai! Shinobi no Hanzō!                                           | 20 maggio 2015    |         |
| 9  | Il messaggero dall'oscurità, Ranmaru! 「闇からの使者、蘭丸！」 - Yami kara no shisha, Ranmaru!                     | 27 maggio 2015    |         |
| 10 | Guerra a Musashi! 「ムサシ開戦！」 - Musashi kaisen!                                                               | 3 giugno 2015     |         |
| 11 | Drago e tigre di nuovo! 「龍虎再び！」 - Ryū tora futatabi!                                                        | 10 giugno 2015    |         |
| 12 | Whirlwind Ninja, entra in scena! 「烈風忍者、見参！」 - Reppū ninja, kenzan!                                       | 17 giugno 2015    |         |
| 13 | La battaglia decisiva per il migliore di Musashi! 「ムサシ頂上決戦！」 - Musashi chōjō kessen!                     | 1º luglio 2015    |         |
| 14 | Sotto il nome dell'amore! 「愛の名の下に！」 - Ai no na no shita ni!                                               | 8 luglio 2015     |         |
| 15 | Il messaggero della IBSA! 「ＩＢＳＡの使者！」 - IBSA no shisha!                                                   | 15 luglio 2015    |         |
| 16 | Calore esplosivo! Il FlameDragonKatana! 「爆熱！炎龍刀！」 - Bakunetsu! En Ryu Tou!                                | 22 luglio 2015    |         |
| 17 | Immortalità, la trappola viola! 「不死身、紫の罠！」 - Fujimi, murasaki no wana!                                   | 29 luglio 2015    |         |
| 18 | Kanna e Yukimura 「環奈と幸村」 - Kanna to Yukimura                                                                | 5 agosto 2015     |         |
| 19 | I tre guerrieri, riuniti! 「三戦士、集結！」 - San senshi, shūketsu!                                               | 12 agosto 2015    |         |
| 20 | Il segnale di fumo del contrattacco! 「反撃の狼煙！」 - Hangeki no noroshi!                                        | 19 agosto 2015    |         |
| 21 | Esplosione! Le fiamme di rabbia! 「爆裂！怒りの炎！」 - Bakuretsu! Ikari no honō!                                  | 26 agosto 2015    |         |
| 22 | Maō, discende! 「魔王、降臨！」 - Maō, kōrin!                                                                      | 2 settembre 2015  |         |
| 23 | Terrificante! God-Sechs! 「戦慄！ゴッド・ゼクス！」 - Senritsu! Goddo Zekusu!                                      | 9 settembre 2015  |         |
| 24 | Il duello al chiaro di luna! 「月下の決闘！」 - Gekka no kettō!                                                    | 16 settembre 2015 |         |
| 25 | Vinci, la battaglia di promozione! 「勝ち抜け、昇級バトル！」 - Kachinuke, shōkyū batoru!                          | 23 settembre 2015 |         |
| 26 | Le ali bianche, Kenshin Shirogane! 「白き翼、白銀謙信！」 - Shiroki tsubasa, Shirogane Kenshin!                    | 30 settembre 2015 |         |
| 27 | Master-Swordsman-Dragon! Il suo nome è Amatsu! 「剣豪龍！その名は天！」 - Kengō ryū! Sono na wa Amatsu!            | 7 ottobre 2015    |         |
| 28 | Calore bianco! La strada verso il torneo finale! 「白熱！決勝大会への道！」 - Hakunetsu! Kesshō taikai e no michi! | 14 ottobre 2015   |         |
| 29 | Il demone della guerra, Shingen Shidō! 「戦の鬼、紫堂信玄！」 - Sen no oni, Shidō Shingen!                         | 21 ottobre 2015   |         |
| 30 | L'arte del ninja giallo e verde! 「黄緑忍法帳！」 - Ki midori ninpō-chō!                                           | 28 ottobre 2015   |         |
| 31 | S'alza il sipario sul torneo finale! 「決勝大会開幕！」 - Kesshō taikai kaimaku!                                   | 4 novembre 2015   |         |
| 32 | Il righello del campo 「フィールドの支配者」 - Fīrudo no shihai-sha                                                | 11 novembre 2015  |         |
| 33 | Prima battaglia! Il Team IBSA! 「初陣！ＩＢＳＡチーム！」 - Uijin! IBSA Chīmu!                                     | 18 novembre 2015  |         |
| 34 | I sentimenti di ognuno 「それぞれの想い」 - Sorezore no omoi                                                       | 25 novembre 2015  |         |
| 35 | Kagemusha bianco! 「白の影武者！」 - Shiro no Kagemusha!                                                           | 2 dicembre 2015   |         |
| 36 | In partenza! Dairokuten Maō! 「出陣！大六天魔王！」 - Shutsujin! Dairokuten Maō!                                   | 9 dicembre 2015   |         |
| 37 | Decisi i best 8! 「ベスト８決定！」 - Besuto 8 kettei!                                                             | 16 dicembre 2015  |         |
| 38 | La riunione del destino 「運命の再会」 - Unmei no saikai                                                           | 23 dicembre 2015  |         |
| 39 | Battle amichevole col frantumatore in prima linea 「正面突破で友情バトル！」 - Shōmen toppa de yūjō batoru!        | 6 gennaio 2016    |         |
| 40 | L'eremita misterioso di BatSpi 「謎のバトスピ仙人」 - Nazo no Batosupi sennin                                      | 13 gennaio 2016   |         |
| 41 | Soul Burst contro Soul Drive 「ソウルバースト対ソウルドライブ」 - Souru Bāsuto tai Souru Doraibu                   | 20 gennaio 2016   |         |
| 42 | Una sola e unica esistenza 「唯一無二の存在」 - Yuiitsu muni no sonzai                                             | 27 gennaio 2016   |         |
| 43 | Stabilito! Toshiie contro Kanetsugu 「決着！利家対兼続」 - Kecchaku! Toshiie tai Kanetsugu                         | 3 febbraio 2016   |         |
| 44 | Nello spazio tra il cielo e il mare 「天と海の狭間で」 - Sora to umi no hazama de                                  | 10 febbraio 2016  |         |
| 45 | Pensieri ereditati 「受け継がれる想い」 - Uketsugareru omoi                                                        | 17 febbraio 2016  |         |
| 46 | Resuscita! Dragon Soul! 「蘇れ！龍の魂！」 - Yomigaere! Ryū no Tamashi!                                            | 24 febbraio 2016  |         |
| 47 | Lotta feroce! Ten Maō contro Rokubushō 「激闘！天魔王対六武将」 - Gekitō! Tenmaō tai Rokubushō                     | 2 marzo 2016      |         |
| 48 | Tigre feroce, un colpo di fuoco! 「猛虎、炎の一撃！」 - Mōko, honō no ichigeki!                                    | 9 marzo 2016      |         |
| 49 | Il nostro legame 「俺たちの絆」 - Ore-tachi no kizuna                                                              | 16 marzo 2016     |         |
| 50 | La decisiva ultima battaglia del destino! 「運命の最終決戦！」 - Unmei no saishū kessen!                           | 23 marzo 2016     |         |
| 51 | Brucia, Burning Soul! 「燃えろ、烈火魂！」 - Moero, Bāningu Souru!                                                 | 30 marzo 2016     |         |

### Colonna sonora
Nel primo episodio non è presente la sigla di apertura.
Sigla di apertura
- RISE OF SOULS, di Shuhei Kita (ep. 2-51)

Sigla di chiusura
- DREAMLESS DIVER, di Sayaka Sasaki (ep. 1-26)
- MONSTERS, dei Fo'xTails (ep. 27-51)

## Manga
Il manga è stato pubblicato sulla rivista Saikyō Jump (Shūeisha) e successivamente serializzato in un tankōbon il 4 aprile 2016.
| Nº | Data di prima pubblicazione | Data di prima pubblicazione |
| Nº | Giapponese                  |                             |
| -- | --------------------------- | --------------------------- |
| 1  | 4 aprile 2016               |                             |